# Cyclocypris nahcotta
Cyclocypris nahcotta är en kräftdjursart som beskrevs av Dobbin 1941. Cyclocypris nahcotta ingår i släktet Cyclocypris och familjen Cyprididae. Inga underarter finns listade i Catalogue of Life.